# Ворша (приток Тырницы)
Ворша — река в России, протекает в Путятинском районе Рязанской области. Левый приток Тырницы.

## География
Река Ворша берёт начало у посёлка Воропаевка. Течёт на север по открытой местности через населённые пункты Воропаевка, Путятино и Воршево. В низовьях воды реки текут по каналам. Устье реки находится у посёлка Тырница в 50 км по левому берегу реки Тырница. Длина реки составляет 15 км, площадь водосборного бассейна 61,2 км².

## Данные водного реестра
По данным государственного водного реестра России относится к Окскому бассейновому округу, водохозяйственный участок реки — Ока от города Рязань до водомерного поста у села Копоново, без реки Проня, речной подбассейн реки — бассейны притоков Оки до впадения Мокши. Речной бассейн реки — Ока.
Код объекта в государственном водном реестре — 09010102212110000026123.